# Imuroru
Imuroru är en holme i Marshallöarna.   Den ligger i kommunen Ebon, i den södra delen av Marshallöarna, 400 km sydväst om huvudstaden Majuro. Imuroru ligger 9 meter över havet.
Terrängen på Imuroru är varierad.